# BNS Somudra Avijan
BNS Somudra Avijan là một trong những tàu hải quân lớn nhất và trọng tải lớn nhất của Hải quân Bangladesh. Hải quân Bangladesh đã mua lại tàu từ Hải quân Hoa Kỳ theo Cam kết tăng cường phòng thủ.

## Lịch sử
Từ năm 1969 đến năm 2015, con tàu được biết đến như là USCGC WHEC-723 và phục vụ USCGC. Tàu đã được ngừng hoạt động vào ngày 3 tháng 2 năm 2015 và được Bangladesh mua lại theo Đạo luật Hỗ trợ nước ngoài dưới dạng Cam kết tăng cường phòng thủ. Cô đã chính thức được chuyển giao cho Hải quân Bangladesh ngày 5 tháng 5 năm 2015.

## Nghề nghiệp
Somudra Avijan của BNS đã ghé thăm Cảng Manila, Philippines từ 13 đến 16 tháng 11 năm 2015 trên đường đến Bangladesh từ Hoa Kỳ. Cô cũng đã đến thăm Malaysia trên con đường của mình. Con tàu đã đến Chittagong, Bangladesh vào ngày 28 tháng 11 năm 2015. Vào ngày 19 tháng 3 năm 2016, bà được Hải quân Bangladesh giao nhiệm vụ.
Con tàu tham gia Hội nghị chuyên đề về Hải quân Tây Thái Bình Dương (WPNS) lần thứ 15, Tập trận hải quân đa phương Komodo (MNEK) lần 2, một cuộc tập trận hải quân đa quốc gia được sắp xếp bởi Hải quân Indonesian từ ASEAN và ASEAN+ các quốc gia khác và Tập trận hạm đội Quốc tế-2016 được tổ chức tại Padang, Indonesia. Trên đường trở về, tàu ghé thăm Port Klang, Malaysia trong chuyến thăm thiện chí.
 Somudra Avijan , cùng với tàu cùng lớp của mìnhSomudra Joy đã rời Chittagong cho Ấn Độ và Sri Lanka vào một chuyến thăm thiện chí vào ngày 18 tháng 9 năm 2016. Các tàu ở Cảng Blair, Ấn Độ từ 21 đến 25 tháng 9 và tại cảng Colombo Harbour, Colombo, Sri Lanka từ ngày 29 tháng 9 đến 4 tháng Mười. Họ trở về Chittagong vào ngày 9 tháng 10 năm 2016.
Somudra Avijan đã để lại một chuyến thăm thiện chí khác ở các nước láng giềng vào tháng 10 năm 2017. Bà ở lại cảng Visakhapatnam của Ấn Độ từ ngày 16 tháng 10 đến 19 tháng 10 năm 2017. và tại cảng Colombo của Sri Lanka từ ngày 23 tháng 10 đến ngày 29 tháng 10..

## Hình ảnh và video

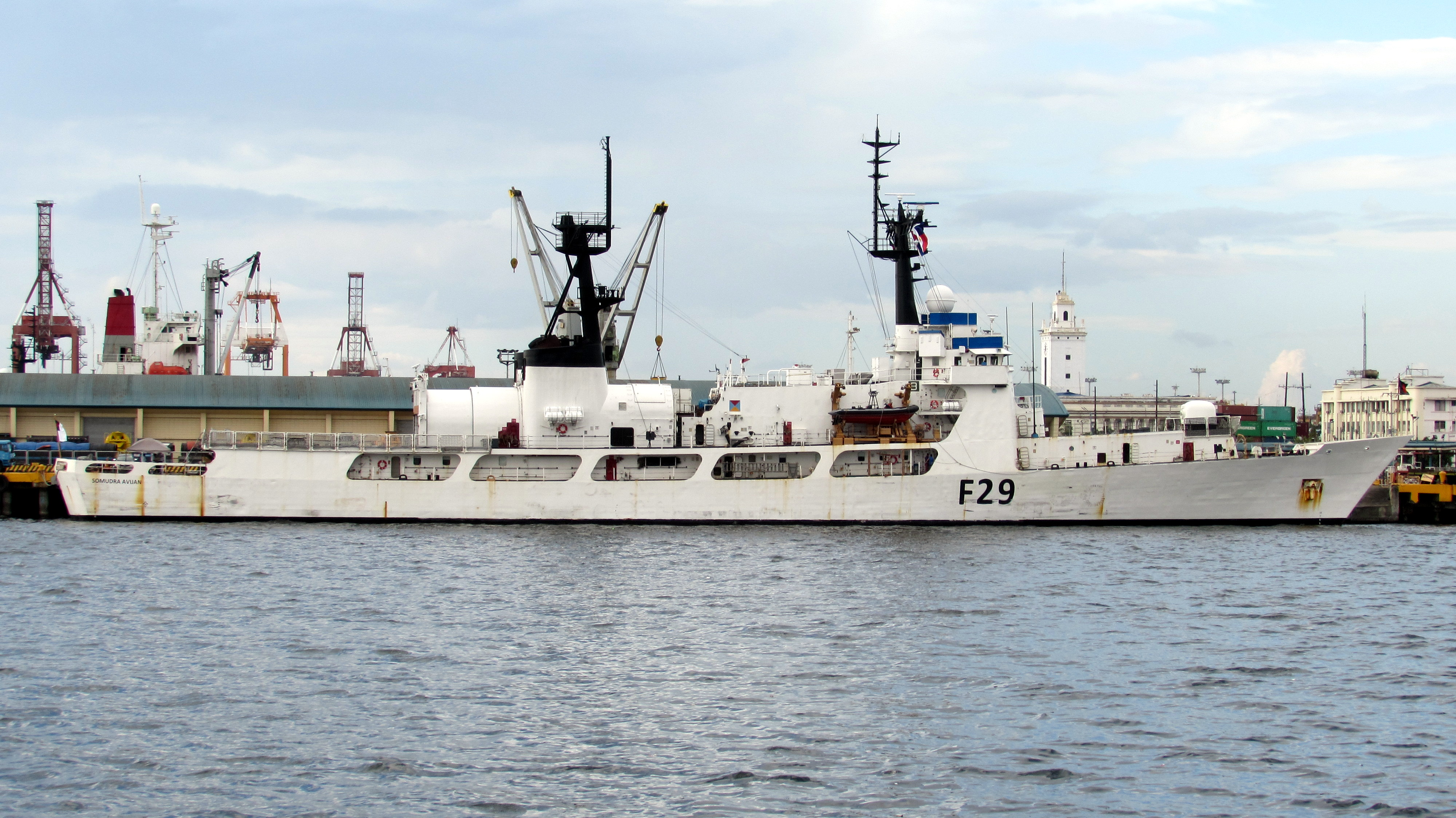
BNS Somudra Avijan (F29) tại cảng Manila
- BNS Somudra Avijan (F29) tại cảng Manila (Video)